# Suqiaoxiang (sockenhuvudort i Kina, Jiangxi Sheng, lat 28,59, long 116,93)
Suqiaoxiang är en sockenhuvudort i Kina. Den ligger i provinsen Jiangxi, i den sydöstra delen av landet, omkring 100 kilometer öster om provinshuvudstaden Nanchang. Antalet invånare är 31 004. Befolkningen består av 14 893 kvinnor och 16 111 män. Barn under 15 år utgör 29,0 %, vuxna 15-64 år 62 %, och äldre över 65 år 7,0 %.
Runt Suqiaoxiang är det tätbefolkat, med 331 invånare per kvadratkilometer. Närmaste större samhälle är Chenying, 18,1 km nordost om Suqiaoxiang. Trakten runt Suqiaoxiang består till största delen av jordbruksmark.
Genomsnittlig årsnederbörd är 2 308 millimeter. Den regnigaste månaden är juni, med i genomsnitt 395 mm nederbörd, och den torraste är oktober, med 33 mm nederbörd.